# تاسیا تلس
تاسیا تِـلِـس (انگلیسی: Tasya Teles؛ زادهٔ ۱ فوریهٔ ۱۹۸۵) یک هنرپیشه اهل کانادا است. وی از سال ۲۰۱۳ میلادی تاکنون مشغول فعالیت بوده‌است.
از فیلم‌ها یا برنامه‌های تلویزیونی که وی در آن نقش داشته‌است می‌توان به ۱۰۰ نفر و تجارت پوست و همچین در قسمت ششم از فصل ۵ سریال فراز از زندان اشاره کرد.